# Kelly Jones (tenisista)
Kelly Jones (ur. 31 marca 1964 w Fort Gordon) – amerykański tenisista i trener tenisa, lider rankingu gry podwójnej.
W marcu 1994 roku poślubił Tami Whitlinger, również zawodowo uprawiającą tenis.

## Kariera tenisowa
Jako zawodowy tenisista Jones występował w latach 1986–1998.
W grze pojedynczej wygrał dwa turnieje rangi ATP World Tour.
W grze podwójnej zwyciężył w ośmiu imprezach kategorii ATP World Tour oraz awansował do dziesięciu finałów, w tym do dwóch finałów wielkoszlemowych – Australian Open 1992 i US Open 1992. W obu zawodach startował w parze z Rickiem Leachem. Amerykanin osiągnął również jeden finał w konkurencji gry mieszanej, podczas Wimbledonu 1988 partnerując Gretchen Magers.
W rankingu gry pojedynczej Jones najwyżej był na 86. miejscu (13 sierpnia 1990), a w klasyfikacji gry podwójnej na 1. pozycji (12 października 1992), którą zajmował przez tydzień.
Po zakończeniu aktywności tenisowej zajął się pracą trenerską. Współpracował z Alexem O’Brienem, Xavierm Malisse, Mardym Fishem oraz Jamesem Blake.

### Finały w turniejach ATP World Tour
| Legenda                                      |
| -------------------------------------------- |
| Wielki Szlem                                 |
| Igrzyska olimpijskie                         |
| Tennis Masters Cup / ATP Finals              |
| ATP Masters Series / ATP Tour Masters 1000   |
| ATP International Series Gold / ATP Tour 500 |
| ATP International Series / ATP Tour 250      |

#### Gra pojedyncza (2–0)
| Końcowy wynik | Nr | Data | Turniej  | Nawierzchnia | Przeciwnik       | Wynik finału  |
| ------------- | -- | ---- | -------- | ------------ | ---------------- | ------------- |
| Zwycięzca     | 1. | 1989 | Singapur | Twarda       | Amos Mansdorf    | 6:1, 7:5      |
| Zwycięzca     | 2. | 1990 | Singapur | Twarda       | Richard Fromberg | 6:4, 2:6, 7:6 |

#### Gra podwójna (8–10)
| Końcowy wynik | Nr  | Data | Turniej                    | Nawierzchnia    | Partner           | Przeciwnicy                       | Wynik finału       |
| ------------- | --- | ---- | -------------------------- | --------------- | ----------------- | --------------------------------- | ------------------ |
| Zwycięzca     | 1.  | 1987 | Auckland                   | Twarda          | Brad Pearce       | Carl Limberger Mark Woodforde     | 7:6, 7:6           |
| Finalista     | 1.  | 1987 | Lyon                       | Dywanowa (hala) | David Pate        | Guy Forget Yannick Noah           | 6:4, 3:6, 4:6      |
| Finalista     | 2.  | 1987 | Tuluza                     | Twarda (hala)   | Patrik Kühnen     | Wojciech Fibak Michiel Schapers   | 2:6, 4:6           |
| Zwycięzca     | 2.  | 1988 | Newport                    | Trawiasta       | Peter Lundgren    | Scott Davis Dan Goldie            | 6:3, 7:6           |
| Finalista     | 3.  | 1989 | Johannesburg               | Twarda (hala)   | Joey Rive         | Luke Jensen Richey Reneberg       | 0:6, 4:6           |
| Zwycięzca     | 3.  | 1990 | Auckland                   | Twarda          | Robert Van’t Hof  | Gilad Blum Paul Haarhuis          | 7:6, 6:0           |
| Zwycięzca     | 4.  | 1990 | San Francisco              | Dywanowa (hala) | Robert Van’t Hof  | Glenn Layendecker Richey Reneberg | 2:6, 7:6, 6:3      |
| Finalista     | 4.  | 1990 | Manchester                 | Trawiasta       | Nick Brown        | Mark Kratzmann Jason Stoltenberg  | 3:6, 6:2, 4:6      |
| Zwycięzca     | 5.  | 1990 | Lyon                       | Dywanowa (hala) | Patrick Galbraith | Jim Grabb David Pate              | 7:6, 6:4           |
| Finalista     | 5.  | 1991 | Paryż                      | Dywanowa (hala) | Rick Leach        | John Fitzgerald Anders Järryd     | 6:3, 3:6, 2:6      |
| Finalista     | 6.  | 1992 | Sydney                     | Twarda          | Scott Davis       | Sergio Casal Emilio Sánchez       | 6:3, 1:6, 4:6      |
| Finalista     | 7.  | 1992 | Australian Open, Melbourne | Twarda          | Rick Leach        | Todd Woodbridge Mark Woodforde    | 4:6, 3:6, 4:6      |
| Zwycięzca     | 6.  | 1992 | Tokio                      | Twarda          | Rick Leach        | John Fitzgerald Anders Järryd     | 0:6, 7:5, 6:3      |
| Zwycięzca     | 7.  | 1992 | New Haven                  | Twarda          | Rick Leach        | Patrick McEnroe Jared Palmer      | 7:6, 6:7, 6:2      |
| Finalista     | 8.  | 1992 | US Open, Nowy Jork         | Twarda          | Rick Leach        | Jim Grabb Richey Reneberg         | 6:3, 6:7, 3:6, 3:6 |
| Finalista     | 9.  | 1993 | Tampa                      | Ceglana         | Jared Palmer      | Todd Martin Derrick Rostagno      | 3:6, 4:6           |
| Finalista     | 10. | 1997 | Atlanta                    | Ceglana         | Scott Davis       | Jonas Björkman Nicklas Kulti      | 2:6, 6:7           |
| Zwycięzca     | 8.  | 1997 | Sankt Pölten               | Ceglana         | Scott Melville    | Murphy Jensen Luke Jensen         | 6:2, 7:6           |

#### Gra mieszana (0–1)
| Końcowy wynik | Nr | Data         | Turniej           | Nawierzchnia | Partnerka       | Przeciwnicy                    | Wynik finału |
| ------------- | -- | ------------ | ----------------- | ------------ | --------------- | ------------------------------ | ------------ |
| Finalista     | 1. | 4 lipca 1988 | Wimbledon, Londyn | Trawiasta    | Gretchen Magers | Zina Garrison Sherwood Stewart | 1:6, 6:7     |